# المعهد العالي للهندسة التطبيقية
المعهد العالي للهندسة التطبيقية (IGA) هو معهد تعليم عالي خاص في المغرب، متخصص في تكوين الكفاءات المتعددة في مجالات الهندسة والإدارة.

## تاريخي
أنشئت المعهد العالي للهندسة التطبيقية (IGA) في عام 1981، وهو معتمد من وزارة التعليم العالي والبحث العلمي وتكوين الكفاءات، ويضم اليوم أكثر من 10،000 خريج يعملون في جميع القطاعات، سواء في المغرب أو خارجه.

## تمرين
بعد اجتياز سنتين من التحضير المتكامل للتعليم العام، يختار الطالب ابتداءً من السنة الثالثة تخصصًا وفقًا لدوافعه ومواهبه، حيث يؤدي في المرحلة الأولى إلى الحصول على شهادة بكالوريوس بعد 3 سنوات، ثم في المرحلة الثانية يؤدي إلى الحصول على شهادة ماجستير بعد 5 سنوات.

### هندسة
المدرسة الهندسية في IGA هي مدرسة ما بعد الباكالوريوس لمدة 5 سنوات من الدراسات، ومعتمدة في منح شهادة الهندسة العليا في 4 مجالات الكفاءة:
- هندسة وشبكات الاتصالات والأنظمة المدمجة
- هندسة النظم الآلية ومراقبة الجودة
- هندسة وأمن شبكات الكمبيوتر
- هندسة البرمجيات ومعالجة الصور

جميع تخصصات مدرسة الهندسة في IGA معتمدة من قبل وزارة التعليم العالي والبحث العلمي وتكوين الأطر.

### إدارة
مدرسة IGA للإدارة هي مدرسة ما بعد البكالوريا ، أكثر من 5 سنوات من الدراسة ، ومصرح لها بإصدار دبلوم الإدارة العليا في مجالات الاختصاص الثلاثة:
- نظام معلومات التدقيق والرقابة الإدارية ؛
- نظم المعلومات والهندسة المالية.
- نظام معلومات التسويق والتجارة.

جميع الدورات في IGA School of Management معتمدة من قبل وزارة التعليم العالي والبحث والتدريب التنفيذي.

## دولي

### شركاء أكاديميون في فرنسا
لدى IGA العديد من الشراكات مع الجامعات الفرنسية الكبرى :
- جامعة رين الأول
- جامعة كلود برنارد ليون الأول
- جامعة لورين
- جامعة جنوب بريتاني
- جامعة هوت الألزاس
- جامعة بربينيان
- جامعة تورز

### استمرار الدراسة بالخارج
طلاب IGA لديهم الفرصة من 4 عام لمواصلة دراستهم في الخارج  من أجل الإعداد :
- شهادة في الهندسة من مدرسة شريكة
- دبلوم من مدرسة إدارة شريكة
- درجة الماجستير المهنية أو البحثية من جامعة شريكة

## الحياة الطلابية

### حرم الجامعة
يوجد لدى IGA 3 فروع في الدار البيضاء :
- IGA Belvedere
- IGA معارف
- IGA2 mars

يحتوي كل من الحرم الجامعي الثلاثة على خدمة تقديم الطعام في الموقع للطلاب والمعلمين.

### ذات الصلة
تتمحور الحياة النقابية في كل من الحرم الجامعية الثلاثة حول مكتب الطلاب (BDE) الذي ينظم الأحداث الثقافية من خلال النادي المسرحي والنادي الإعلامي والمناسبات الاجتماعية من خلال النادي الإنساني والفعاليات الرياضية من خلال النادي الرياضي. وهو أيضًا BDE الذي يمثل الطلاب على مستوى الإدارة.

## قبول
يتم الولوج إلى السنة الأولى في IGA بعد دراسة الملف الشخصي وفي حالة نجاح في اختبار القبول في اللغة الفرنسية واللغة الإنجليزية والرياضيات والمنطق، بالإضافة إلى المقابلة التحفيزية.
يجب أن يكون المرشحون حاصلين على درجة البكالوريوس في كلية الإدارة ودرجة البكالوريوس العلمية أو التقنية لكلية الهندسة.
الدخول في 2 و 3 و 4 يتم بعد دراسة الملف ومقابلة شفوية.

## المذكرات و المراجع
1. ↑  خرائط جوجل، QID:Q12013
2. ↑   https://www.4icu.org/reviews/18526.htm. {{استشهاد ويب}}: |url= بحاجة لعنوان (مساعدة) والوسيط |title= غير موجود أو فارغ (من ويكي بيانات) (مساعدة)
3. ↑  "Cursus de l'Ecole de Management de l'IGA". http://www.iga.ac.ma. مؤرشف من الأصل في 2018-06-14. {{استشهاد ويب}}: روابط خارجية في |موقع= (مساعدة)
4. ↑  "Présentation de l'IGA". http://www.guide-metiers.ma. مؤرشف من الأصل في 2018-04-08. {{استشهاد ويب}}: روابط خارجية في |موقع= (مساعدة)
5. ↑  "Vie associative à l'IGA". http://www.iga.ac.ma. مؤرشف من الأصل في 2019-09-30. {{استشهاد ويب}}: روابط خارجية في |موقع= (مساعدة)
6. ↑  "Conditions d'accès". http://www.9rayti.com. مؤرشف من الأصل في 2023-03-23. {{استشهاد ويب}}: روابط خارجية في |موقع= (مساعدة)

## انظر كذلك

### مقالات ذات صلة
- التربية في المغرب
- التدريب الهندسي بالمغرب

### روابط خارجية
قالب:Liens
- Site officielوصلة=https://www.wikidata.org/wiki/Q27961614?uselang=fr#P856|خط_أساسي|رتبة=noviewer|10x10بك|Voir et modifier les données sur Wikidata
- Notices d'autoritéوصلة=https://www.wikidata.org/wiki/Q27961614?uselang=fr#identifiers|خط_أساسي|رتبة=noviewer|10x10بك|Voir et modifier les données sur Wikidata :
- VIAF
- Sudoc
- WorldCat

قالب:Palette